# Kuusankoski
Kuusankoski era una città finlandese di 20 247 abitanti, situata nella regione del Kymenlaakso. Il comune è stato soppresso nel 2009 ed è ora compreso nel comune di Kouvola.